# NGC 4769
NGC 4769 је појединачна звезда у сазвежђу Девица која се налази на NGC листи објеката дубоког неба.
Деклинација објекта је - 9° 32' 11" а ректасцензија 12h 53m 18,0s. Привидна величина (магнитуда) објекта NGC 4769 износи 13,1 а фотографска магнитуда 13,7.